# Rosemary and Thyme
Rosemary and Thyme est une série télévisée britannique composé d'un épisode de 90 minutes et vingt et un épisodes de 46 minutes, créée par Tom Clegg et Brian Farnham et dont seulement vingt épisodes ont été diffusés entre le 31 août 2003 et le 7 août 2007 sur ITV1. En France, la série a été diffusée à partir de septembre 2006 sur TMC. France Télévisions a diffusé durant l'été de 2015 une adaptation locale de la série appelée Crimes et botanique, avec Annie Grégorio et Carole Richert.

## Synopsis
Rosemary Boxer, professeur d’horticulture, et Laura Thyme, ancien agent de police, ont en commun la passion du jardinage et des enquêtes policières. 
Sous le nom de Rosemary & Thyme (romarin et thym), elles prodiguent leurs conseils de jardinage et jouent les détectives amateurs dès que l’occasion se présente.
Elles se sont rencontrées par hasard lorsque Laura est quittée par son mari et Rosemary se fait licencier.
Rosemary aide alors Laura à surmonter cette épreuve. Laura elle-même aide Rosemary dans sa mission de remettre en état un jardin. Elles se lient ainsi d’amitié, et se découvrent les mêmes passions : le jardinage et les enquêtes policières. Devenues amies, elles décident de travailler ensemble pour remettre des jardins en état, mais à chaque fois que celles-ci partent en mission, le meurtre n'est pas loin. Alors les deux femmes enquêtent de leur côté, s’interrogent, font appel à leur intuition, pour finalement découvrir le coupable.

## Distribution
- Felicity Kendal (VF : Marie-Martine) : Rosemary Boxer
- Pam Ferris (VF : Régine Blaess) : Laura Thyme

## Épisodes

### Première saison (2003)
1. Enquête au jardin (And No Birds Sing)
2. Une étrange disparition (Arabica and the Early Spider)
3. Le langage des fleurs (The Language of Flowers)
4. Douce Angelica (Sweet Angelica)
5. Un petit jardin (A Simple Plot)
6. L’arbre de la mort (The Tree of Death)

### Deuxième saison (2004)
1. La mémoire de l’eau (The Memory of Water), 90 minutes
2. Le jardin de l’amour (Orpheus in the Undergrowth)
3. Interdit au public (They Understand Me In Paris)
4. Le cerf mystérieux (The Invisible Worm)
5. Un tournage mouvementé (The Gongoozlers)
6. Enquête à l’italienne (The Italian Rapscallion)
7. L’archéologue qui en savait trop (Swords Into Ploughshares)
8. Plante fatale (Up The Garden Path)

### Troisième saison (2004-07)
1. La Coupe du silence (The Cup of Silence)
2. Jamais deux sans trois (In A Monastery Garden)
3. Les Graines du passé (Seeds of Time)
4. L’Arène de la mort (Agua Cadaver)
5. Une affaire bancale (Three Legs Good)
6. Le Bébé abandonné (The Gooseberry Bush)
7. Palais mauresque (Racquet Espanol)
8. Meurtre au manoir (Enter Two Gardeners)